# Hadejia
Hadejia – miasto w północnej Nigerii, w stanie Jigawa. Leży na północnym brzegu rzeki Hadejia (sezonowy dopływ Komadugu Yobe). Według danych szacunkowych na rok 2012 liczy 40 644 mieszkańców.. Miasto jest obecnie centrum zbytu bawełny.  W dolinie rzeki uprawiane są  proso, sorgo, ryż, także połów ryb.